# Антикризисный саммит G20 в Вашингтоне (2008)
Антикризисный саммит G-20 2008 года (в СМИ иногда именовался англ. Bretton Woods II) — встреча глав государств и правительств стран Группы двадцати, проходившая с 14 по 15 ноября 2008 года в Вашингтоне для обсуждения вопросов, связанных с мировым финансовым кризисом. Встреча на высшем уровне состоялась по инициативе президента Франции Николя Саркози и британского премьер-министра Гордона Брауна.

## Участники
- Австралия: Кевин Радд, Уэйн Свон, Дэвид Тюн, Майкл Кэллахан
- Аргентина: Кристина Фернандес де Киршнер, Карлос Фернандес, Эктор Тимерман, Хорхе Тайана
- Бразилия
- Великобритания: Гордон Браун
- Германия: Ангела Меркель
- Индия
- Индонезия
- Испания (представляла  Европейский союз)
- Италия: Сильвио Берлускони
- Канада
- Китай: Ху Цзиньтао
- Мексика
- Нидерланды (представляли  Европейский союз)
- Россия: Дмитрий Медведев, Алексей Кудрин, Аркадий Дворкович, Дмитрий Панкин
- Саудовская Аравия
- США: Джордж Буш-младший, Генри Полсон, Дэниел Прайс, Дэвид МакКормик
- Турция
- Франция: Николя Саркози
- ЮАР
- Республика Корея
- Япония: Таро Асо
- ООН: Пан Ги Мун
- Европейский союз
- Всемирный банк
- МВФ
- Фонд финансовой стабильности

## Ход саммита
В ходе саммита достигнуты договорённости среди стран G-20, зафиксированные в декларации саммита, о сотрудничестве в ключевых областях в целях смягчения последствий финансового кризиса, общих принципах реформировании финансовых институтов и мерах, которые позволят предотвращать подобные кризисы в будущем.
Газета «Ведомости» от 17 ноября 2008 года писала о итогах саммита: «Декларация саммита „двадцатки“ содержит конкретные, но не революционные меры по борьбе с финансовым кризисом. Бреттон-Вудс жив, а признаков победившего экономического социализма пока немного. Участники саммита продемонстрировали высокое единство в риторике, которое тем не менее не позволяет пока делать практические выводы. <…> Саммит подтвердил необходимость реформирования основных институтов Бреттон-Вудса — Международного валютного фонда и Всемирного банка — и одновременно необходимость повышения их роли в борьбе с кризисом. Реформирование будет заключаться в увеличении представительства развивающихся стран в управлении МВФ и ВБ. А повышение роли — в увеличении фондирования и упрощении процедур оказания помощи бедствующим экономикам.».
Саммит открылся ужином, на котором подавались: обжаренная на коре фруктовых деревьев рыба-меч со сложносочиненным французским соусом, седло барашка в тмине, баклажаны фондю, грушевый торт в вишнёвом соусе; вина: Chardonnay Damaris reserve 2006, Cabernet Hillsive Select 2003
Как отмечают, тогдашний действующий президент США Дж. Буш-мл. предельно чётко и однозначно сформулировал принципиальное решение саммита ещё вечером перед его официальным началом, на неформальном ужине напутствовав гостей в своём тосте: «Страны должны отвергнуть призывы к протекционизму, коллективизму и пораженчеству перед лицом брошенного нам сегодня вызова».
Депутат Госдумы РФ дипломат Юлий Квицинский отмечал («ЛГ», 19.11.2008): «Поговаривают даже о том, что якобы произошёл раскол внутри „золотого миллиарда“ — по линии, проходящей через Атлантический океан. Европейцы хотят более решительных и обязательных мер государственного регулирования, которые носили бы трансграничный характер. США против этого».

## Исполнение решений
Газета «Ведомости» от 28 января 2009 года констатировала: «Вернувшись из Вашингтона, руководители государств стали действовать по принципу „своя рубашка ближе к телу“. Пытаясь противостоять кризису на отдельно взятой территории, правительства первым делом нарушили джентльменские соглашения об отказе от протекционизма. Специалисты российского Минэкономразвития проанализировали антикризисные меры, которые государства проводили с ноября 2008 г. по январь 2009 г. Оказалось, что Китай за это время ввел 19 протекционистских мер, Индия — четыре, Вьетнам, ЕС и Южная Корея — по две. В антикризисных программах представлены едва ли не все осуждаемые ВТО и ООН торговые барьеры. Россия тоже решила не воспринимать вашингтонские договоренности буквально. Пока президент Дмитрий Медведев раскланивался с коллегами по „двадцатке“, премьер Владимир Путин утвердил план по борьбе с кризисом, основанный на заградительных мерах. Россия еще в ноябре повысила таможенные пошлины на несколько десятков товарных позиций, различные преференции и денежные вливания получили поставщики российских товаров, сельхозпроизводители и экспортеры.»